# تل مرادخاني (مقاطعة دورة)
تل مرادخاني (بالفارسية: تل مرادخانی) هي قرية تقع في Shurab Rural District في إيران. يقدر عدد سكانها بـ 111 نسمة .